# Kosořín
Kosořín (en allemand : Kosorschin) est une commune du district d'Ústí nad Orlicí, dans la région de Pardubice, en République tchèque. Sa population s'élevait à 196 habitants en 2024.

## Géographie
Kosořín se trouve à 3 km au sud-sud-est du centre de Choceň, à 33 km à l'est-sud-est d'Ústí nad Orlicí, à 57 km à l'est de Pardubice et à 129 km à l'est de Prague.
La commune est limitée par Choceň et Zářecká Lhota au nord, par Svatý Jiří à l'est, par Zálší au sud et à l'ouest.

## Histoire
La première mention écrite de la localité date de 1292.

## Transports
Par la route, Kosořín trouve à 3 km de Choceň, à 18 km d'Ústí nad Orlicí, à 40 km de Pardubice et à 153 km de Prague. 